# Marcos (papa)
Marcos, de nombre secular Marcos de Ostia, fue consagrado como 34.º papa el 18 de enero de 336 y murió el 7 de octubre de ese mismo año.
La fecha de su nacimiento es desconocida. Se dice que era romano, pero poco se sabe de su vida antes del obispado.[cita requerida]
La carta de Constantino I el Grande convocando a una conferencia de obispos para la investigación del problema donatista está dirigida al papa Melquíades y a un tal Marcos. Obviamente, este Marcos era un miembro del clero romano (sacerdote o diácono) y, posiblemente, el mismo quien luego fuera designado papa, objeto de este artículo. Respecto a su actuación ante la problemática arriana,[cita requerida] que afectaba profundamente a la iglesia de Oriente por aquel entonces, nada ha trascendido.
Dos constituciones son atribuidas al papa Marcos. Según la primera, Marcos invistió bajo palio al obispo de Ostia, y le autorizó para hacer lo mismo con el obispo de Roma. La investidura se instituyó en costumbre a finales del siglo IV, por lo que es posible que el papa confirmase el privilegio del obispo de Ostia, pero que esta ya vienese aplicándose. En cuanto a la concesión del palio, la historia no puede ser establecida por fuentes del siglo IV, puesto que los monumentos más antiguos que muestran esta divisa, pertenecen a los siglos V y VI, y la más antigua mención escrita de un papa que concede el palio data del siglo VI. En el Liber Pontificalis aparece sobre Marcos: «Et constitutum de omni ecclesia ordinávit», aunque no sabemos a qué constitución se refiere.[¿dónde?]
A este papa se le atribuye la construcción de dos basílicas. Una de ellas fue construida dentro de Roma, en la región Juxta Pallacinis, que es la actual iglesia de San Marcos, que recibió su forma externa actual en reformas posteriores. Se la menciona en el siglo V como una iglesia de título romana, así que su fundación puede atribuirse a Marcos sin dificultad. La otra estaba fuera de la ciudad; fue una iglesia cementerio, que el papa construyó sobre las catacumbas de Balbina, entre la Vía Apia y la Vía Ardeatina. Recibió del emperador Constantino terrenos y mobiliario para ambas basílicas.
Marcos fue enterrado en las catacumbas de Balbina, donde había construido la iglesia. Su sepulcro se menciona expresamente allí recién en los itinerarios del siglo VII.[cita requerida]
Su festividad es el 7 de octubre.